# Gerhard Matzky
Pour les articles homonymes, voir Matzky.
Gerhard Matzky (19 mars 1894 à Küstrin — 9 juin 1983 à Bad Godesberg) est un General der Infanterie allemand au sein de la Heer dans la Wehrmacht pendant la Seconde Guerre mondiale.
Il a été récipiendaire de la Croix de chevalier de la Croix de fer. Cette décoration est attribuée en reconnaissance d'un acte d'une extrême bravoure ou d'un succès de commandement important du point de vue militaire.

## Biographie
Gerhard Matzky rejoint en 1912 l'armée royale de Prusse comme cadet au 63e régiment d'infanterie à Opole. Après avoir assisté à l'école militaire de Neisse, Matzky en 1913 est promu au grade de Leutnant. Au début de la Première Guerre mondiale, Matzky est à l'école des sous-officiers à Treptow comme agent de l'enseignement, puis à partir du mois d'août 1914, il devient chef de peloton, puis commandant de compagnie et adjudant à la 4e compagnie du 63e régiment d'infanterie de Haute-Silésie. En 1916, il est promu au grade d'Oberleutnant.
Après la fin de la guerre, il sert dans le Service des gardes-frontières à l'Est de la Silésie, jusqu'à ce qu'il revienne dans l'armée comme Oberleutnant. Au début de 1920, il est transféré dans l'armée de transition de la Reichswehr au 15e régiment d'infanterie et plus tard dans le 7e régiment d'infanterie. Le 1er octobre 1921, il est transféré comme officier d'escadron dans le 4e régiment de cavalerie à Potsdam. En novembre 1923, Matzky est promu au grade de Hauptmann et transféré en 1924 à la 4e batterie du 4e régiment d'artillerie à Bautzen. De 1924 à 1927, il est alors membre de l'état-major du Groupe de Commande 2 à Cassel. En 1928, il est nommé au ministère de la Défense à Berlin et plus tard, il est impliqué dans les négociations sur le désarmement de Genève. Matzky est ensuite muté dans le quartier général du 3e régiment de cavalerie de Rathenow et, en octobre 1930, il est commandant de la 3e compagnie du 2e régiment d'infanterie de Ortelsburg. Dans cette utilisation, il est promu au grade de major en 1932, puis il est appelé à plusieurs reprises au ministère de la Défense. En avril 1934, il est transféré comme premier officier de l'état-major à la 7e division de la Reichswehr à Munich. En octobre 1934, il est promu au grade d'Oberstleutnant. Au printemps 1935, il est nommé premier officier d'état-major général du VIIe Corps à Munich et en octobre 1936, premier officier de l'état-major du Groupe de Commande 1 à Berlin. Là, il est promu au grade d'Oberst en avril 1937.
De 1938 à la fin de 1940, Matzky est attaché de l'ambassade d'Allemagne à Tokyo. En janvier 1941, il devient officier de l'état-major général de l'armée et il est promu au grade de Generalmajor en avril 1941. En novembre 1942, il est transféré dans la réserve et en janvier 1943, il est commandant de la 21e Division d'infanterie. Là, il est promu le 20 avril 1943 au grade de Generalleutnant. En mars 1944, Matzky prend la direction de la XXVIIIe Corps-d'Armée avant qu'il ne soit transféré dans la réserve en mai 1944. En juillet 1944, Matzky prend la direction du XXVIe Corps-d'Armée. Il est promu en septembre 1944 au grade de General der Infanterie, et en même temps il devient le commandant général du XXVIe Corps-d'Armée. En avril 1945, il est également le commandant général du LVe Corps-d'Armée. Le 12 avril 1945, il est nommé commandant de la forteresse de Pillau. À la fin de la guerre, ayant réussi à s'échapper de Schleswig-Holstein, il est capturé par les Britanniques et libéré au début de 1948.
En 1956, il rejoint la Bundeswehr et y reste jusqu'en 1960.

## Décorations
- Croix de fer (1914)
  - 2e Classe
  - 1re Classe
- Insigne des blessés (1914)
  - en Noir
  - en Argent
- Croix hanséatique de Hambourg
- Croix d'honneur
- Agrafe de la Croix de fer (1939)
  - 2e Classe
  - 1re Classe
- Croix du Mérite de guerre avec glaives
  - 2e Classe
  - 1re Classe
- Croix de chevalier de la Croix de fer
  - Croix de chevalier le 5 avril 1944 en tant que Generalleutnant et commandant de la 21. Infanterie-Division[1]
- Mentionné dans le bulletin radiophonique Wehrmachtbericht (11 avril 1944)
- Grand officier de l'Ordre du Mérite de la République fédérale d'Allemagne (1960)